# Julie Covington
Julie Covington (Londres, Inglaterra em 11 de setembro de 1946) é uma cantora e atriz Inglesa, mais conhecido por gravar a versão original de "Don't Cry for Me, Argentina" ("Não chores por mim, Argentina").

## Álbuns

### Julie Covington álbuns
- 1967:  While The Music Lasts
- 1969: The Party's Moving On
- 1971: The Beautiful Changes
- 1978: Julie Covington
- 1978: Julie Covington Plus
- 1999: The Beautiful Changes Plus[1][2]

### Gravações de elenco/Trilha sonoras/Compilatções
- 1972: Godspell - Original Cast Recording
- 1972: The Adventures of Barry McKenzie
- 1973: The Rocky Horror Show
- 1973: Evita
- 1976: Rock Follies Series 1
- 1977: The Mermaid Frolics - benefit for Amnesty International
- 1977: Rock Follies Series 2
- 1978: The War of the Worlds
- 1982: Guys and Dolls National cast recording
- 1991: The Wildcliffe Bird (audio book)
- 1992: Guys and Dolls
- 2000: The War of the Worlds - Original - CD
- 2005: The War of the Worlds - 5.1 Remastered Edition
- 2005: The War of the Worlds - 7 disc Collectors Edition

## Singles
- 1970: "The Magic Wasn't There, Tonight Your Love Is Over"
- 1970: "The Way Things Ought To Be"
- 1972: "Day by Day"
- 1973: "Two Worlds Apart" (demo single)
- 1976: "Don't Cry for Me, Argentina" - UK #1[3]
- 1977: "OK?" - Julie Covington, Rula Lenska, Charlotte Cornwell, and Sue Jones-Davies - UK #10[3]
- 1977: "Only Women Bleed" - UK #12[3]
- 1978: "(I Want To See The) Bright Lights"
- 1982: "Housewives' Choice"

## Britannia  Awards
- 1977 - "Best British Female Newcomer"[4]